# Rubén Tufiño
Rubén Dario Tufiño Schwenk (Santa Cruz de la Sierra, 9 januari 1970) is een voormalig Boliviaans voetballer, die speelde als aanvallende middenvelder.

## Clubcarrière
Tufiño begon zijn actieve loopbaan in 1995 bij de Boliviaanse club Oriente Petrolero, en speelde daarnaast voor onder meer The Strongest en Club Bolívar. Hij sloot zijn carrière in 2006 af bij Club Blooming.

## Interlandcarrière
Tufiño speelde in totaal 35 interlands voor Bolivia in de periode 1995-2004, en scoorde één keer voor zijn vaderland. Onder leiding van bondscoach Antonio López Habas maakte hij zijn debuut op 25 oktober 1995 in de vriendschappelijke wedstrijd tegen Ecuador, die eindigde in een 2-2 gelijkspel. Met La Verde nam Tufiño in totaal drie keer deel aan de strijd om de Copa América en aan het FIFA Confederations Cup 1999.

## Erelijst
Club Blooming
- Liga de Boliviano

1998, 1999
 Club Bolívar
- Liga de Boliviano

2002, 2004 (A)